# Бірма на літніх Олімпійських іграх 1980
Бірма брала участь в Літніх Олімпійських іграх 1980 року в Москві (СРСР) у восьмий раз за свою історію, але не завоювала жодної медалі.
Легка атлетика, чоловіки, марафон, фінал — Сое Хін — 2:41:41 (→ 47 місце).
Важка атлетика, чоловіки, 90 кг — Мінт Сан (не кваліфікувався).